# Ciawijapura
Ciawijapura is een bestuurslaag in het regentschap Cirebon van de provincie West-Java, Indonesië. Ciawijapura telt 3862 inwoners (volkstelling 2010).